# Zimella
Zimella (Simèla in veneto) è un comune italiano sparso di 4 920 abitanti della provincia di Verona in Veneto. La sede municipale non si trova infatti nell'omonima località ma nella frazione Santo Stefano di Zimella.

## Geografia fisica
Zimella dista circa 39 chilometri da Verona, nella parte orientale della provincia.

## Storia
Il comune di Zimella si estende su di una superficie pianeggiante a 25 m sul livello del mare, proprio dove le provincie di Verona e Vicenza si incontrano. Sono quattro le frazioni che Io compongono: Zimella, che dà il nome al Comune, Santo Stefano, con la sede Municipale, poi Volpino e Bonaldo per un totale di circa 4 900 abitanti.
Una storia che parte da molto lontano: reperti storici, tra i quali un cippo funerario e una lapide funeraria attribuibili al I o II secolo d.C., nonché tracce evidenti della centuriazione attestano in loco la presenza di comunità romane.
I reperti archeologici più antichi rinvenuti nel territorio comunale sono le steli funerarie riscoperte grazie a degli scavi intorno alla chiesa di Zimella. Questi cippi funerari sono posteriori alla romanizzazione, susseguente alla battaglia di Azio, e le scritte sopra riportate sono riconducibili alla tribù Romilia che fu premiata da Augusto con l'attribuzione di colonie nell'agro atestino, che aveva il suo centro ad Este e comprendeva Monselice.
Il museo archeologico di Verona conserva molti altri reperti del periodo romano (tra cui un'urna di pietra cilindrica con una scena di caccia e l'iscrizione Attici Priami Praiconis)
, ritrovati in zona prevalentemente nel 1800, mentre altri reperti minori, riferibili all'epoca romana (come sei anfore) e a quella medievale (pugnali e spade), sono custoditi nel museo civico di Cologna Veneta.
Dopo la caduta delI’Impero, il territorio subì le sventure e le miserie derivate dalle varie invasioni barbariche. Dal 1277 al 1387 la zona fu sotto il dominio della Signoria Scaligera, che realizzò canali e terrapieni, regolando il flusso delle acque e bonificando così il territorio.
Dopo la caduta degli Scaligeri e la breve parentesi della dominazione Viscontea e Carrarese, nel 1405 la zona passò sotto il dominio della Repubblica di Venezia, che durò fino al 1797.
La Serenissima stabilì che, con il nome di Distretto del Dogato, questo facesse capo direttamente al Sestiere di Dorsoduro, in Venezia.
Ciò spiega la presenza di interessanti ville nobiliari nel territorio del Comune, tra le quali Villa Cornaro, villa Donà delle Rose e Villa Morosini, a Santo Stefano.
Con la fine della Repubblica di Venezia e con la conseguente dominazione francese, Santo Stefano, Volpino e Zimella, che, sotto San Marco, erano stati eretti a comune, persero tale prerogativa, fino aIl’11 settembre 1807, quando il viceré Eugenio Beauharnais, figlio adottivo di Napoleone, costituì la Comunità di Zimella, comprendente Zimella, Volpino, Santo Stefano e parte di Bonaldo. Dopo l’alternarsi dell’occupazione francese e austriaca, nel 1866 il Veneto e Zimella furono annessi al Regno d’ItaIia.
Nel 1982, con la legge regionale 2 aprile 1981 n. 12, la frazione di Bonaldo, prima ricompresa nei territori di Zimella, Arcole e Veronella, è stata interamente aggregata al comune di Zimella.

### Bonaldo di Zimella
Il territorio di Bonaldo è sempre esistito e fonti storiche attendibili riportano che, nell'alto Medioevo, apparteneva al distretto di Cavalpone nel Colognese e corrispondeva alla pieve di Sant'Apollinare , con San Gregorio e parte di Bonaldo.
Secondo il Cavallari il territorio di Caput Alponis (Cavalpone) “non va riferito alle origini del torrente, né ad una località specifica, ma ad una vasta “zona” che abbraccia diverse località lungo la fascia terminale del torrente Alpone, grosso modo compresa fra Veronella, Arcole, Zimella” e storicamente è rappresentata ancor oggi da due dedicazioni: San Giorgio di Cavalpone (ad Arcole) e S. Apollinare di Cavalpone (a Bonaldo di Zimella). Naturalmente, durante il corso della storia, il predetto territorio fu sottoposto a varie vicissitudini e subì significative modificazioni e così, nell'Ottocento, con il catasto Austriaco, Bonaldo aveva una territorio proprio chiamato "Villa di Bonaldo" e, con l'avvento del catasto Italiano (1906) il territorio di Bonaldo ricadeva in tre comuni: Arcole, Veronella (denominata Cucca fino al 1926) e Zimella.
A seguito dei referendum tenutisi nel 1981 e nel 2007, le porzioni di Bonaldo appartenenti a Veronella e Arcole rispettivamente vennero annesse al comune di Zimella.

### Volpino di Zimella
Il toponimo molto probabilmente trae origine dalla famiglia vicentina Volpi che qui aveva possedimenti. All'epoca Comune autonomo, fu aggregato al Comune di Zimella dopo il 1807.

### Santo Stefano di Zimella
Se Stefano de Zimela in dialetto veronese. Dall'articolo 3 della legge che ha ricostruito l'unitarietà del territorio si ricava che il territorio di Santo Stefano è sempre esistito.
Santo Stefano è tuttora sede del comune di Zimella.

### Simboli
Lo stemma e il gonfalone sono stati concessi con regio decreto del 28 giugno 1928.
Il gonfalone è un drappo rettangolare di bianco.

## Monumenti e luoghi d'interesse
- Necropoli romana in località Moranda - III secolo
- Fondazioni di edifici romani con pavimenti in mosaico in prossimità di via Caldamura a Zimella - III secolo
- Tomba romana con epigrafe presso la chiesa parrocchiale di S. Stefano di Zimella - III secolo
- Chiesa parrocchiale di San Floriano in Zimella - XIX secolo
- Grotta di Lourdes progettata dal Beato Fra' Claudio Granzotto - XX secolo

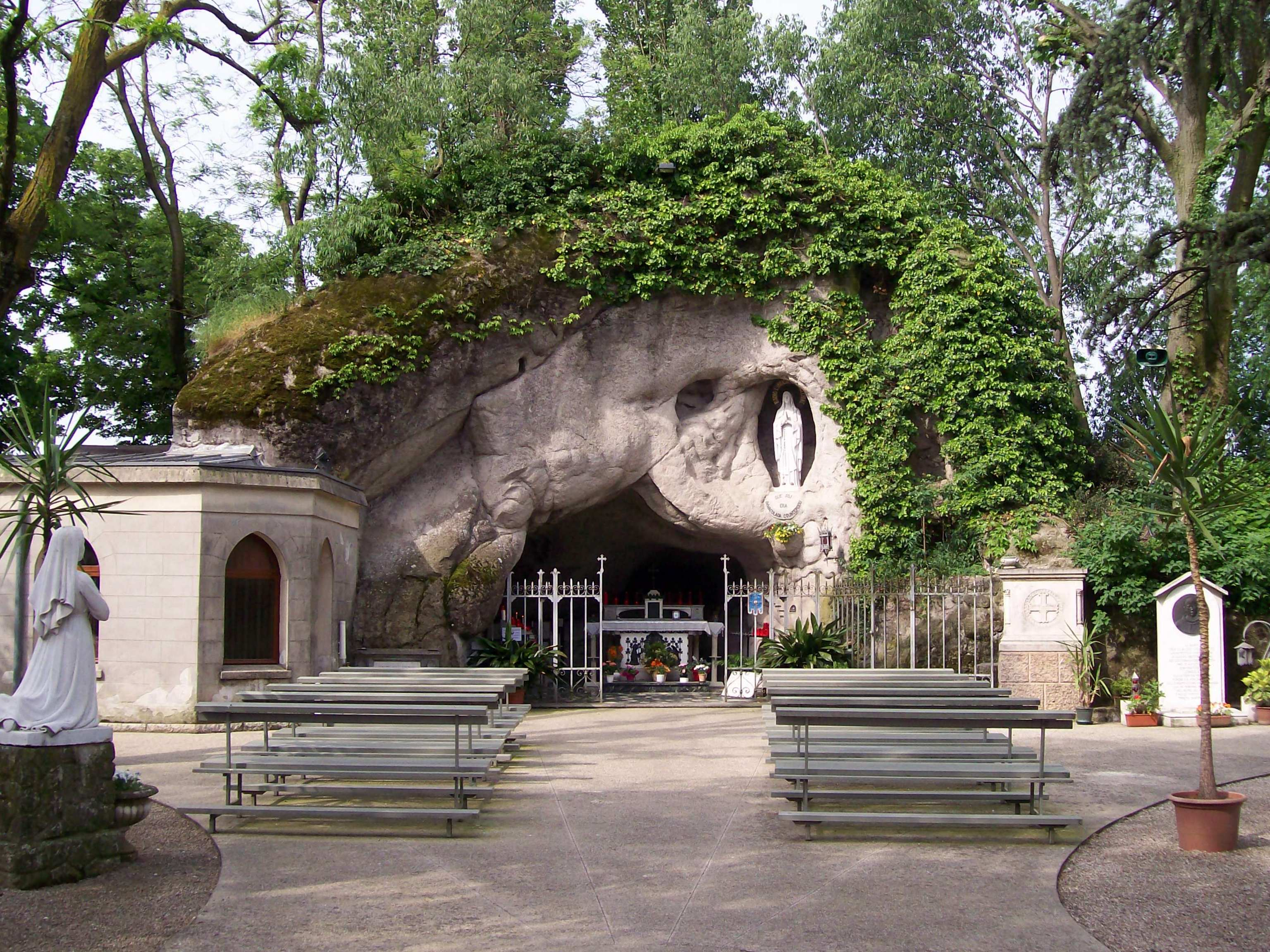
La riproduzione della grotta di Lourdes progettata dal Beato Fra' Claudio Granzotto.

## Società

### Evoluzione demografica
Abitanti censiti

### Etnie e minoranze straniere
Secondo i dati Istat al 31 dicembre 2015 la popolazione straniera residente era di 627 persone. Le nazionalità maggiormente rappresentate in base alla loro percentuale sul totale della popolazione residente erano:
- Marocco 153 3,09%
- India 116 2,34%
- Romania 86 1,74%
- Albania 60 1,21%
- Serbia 49 0,99%
- Cina 32 0,65%
- Senegal 21 0,42%

## Cultura

### Eventi
- Sagra di Santo Stefano

In agosto
- Festività comunale

L'8 settembre si celebra la festività civile del comune, avendo questo lasciato alle singole frazioni la libertà di festeggiare i singoli santi patroni.

## Economia
L'economia è costituita prevalentemente da agricoltura e allevamento.
A tal proposito, nel territorio si produce il vino Arcole DOC.
Sono presenti tuttavia anche alcuni insediamenti industriali.
Nell'ambito di essi, meritano di essere ricordate le storiche ditte:
- Bertolaso (tappatrici, riempitrici)
- Ex Rankover, ora proprietà del gruppo Kerakoll (chimica per l'edilizia)
- Stone Italiana (lavorazione marmi ricomposti)

## Infrastrutture e trasporti
Zimella è attraversata da nord a sud dalla strada provinciale 500 (già Strada statale 500 di Lonigo).
Dal 1882 al 1937 la stessa ospitava i binari della tranvia San Bonifacio-Lonigo-Cologna Veneta, esercita con convogli a vapore e successivamente con automotrici ad accumulatori.

## Amministrazione
| Periodo     | Periodo     | Primo cittadino   | Partito                              | Carica  | Note   |
| ----------- | ----------- | ----------------- | ------------------------------------ | ------- | ------ |
| giugno 1985 | giugno 1990 | Mario Baù         | Democrazia Cristiana                 | Sindaco | [ 9 ]  |
| giugno 1990 | aprile 1995 | Luigino Lunardi   | Democrazia Cristiana                 | Sindaco | [ 10 ] |
| aprile 1995 | giugno 1999 | Roberto Benin     | Lega Nord                            | Sindaco | [ 11 ] |
| giugno 1999 | giugno 2009 | Giancarlo Lunardi | Lista civica                         | Sindaco | [ 12 ] |
| giugno 2009 | maggio 2019 | Alessia Segantini | Lega Nord - Liste civiche            | Sindaco | [ 13 ] |
| giugno 2009 | maggio 2019 | Alessia Segantini | Lega Nord - Liste civiche            | Sindaco | [ 13 ] |
| maggio 2019 | giugno 2024 | Sonia Biasin      | Lista civica Uniti e solidali - Lega | Sindaco | [ 14 ] |
| giugno 2024 | in carica   | Gionata Manega    | Lega Salvini                         | Sindaco | [ 15 ] |

Il comune aderisce al movimento patto dei sindaci